# Майкино
Ма́йкино — деревня в Великолукском районе Псковской области России. Входит в состав Переслегинской волости.

## География
Расположена в центре района, на северо-западной границе райцентра Великие Луки и в 4 км к востоку от волостного центра Переслегино.

## Население
| 2001 | 2002 | 2010 |
| ---- | ---- | ---- |
| 418  | ↘409 | ↘393 |

Численность населения деревни по состоянию на начало 2001 года составила 418 жителей.